# بروینو
بروینو (به ایتالیایی: Bruino) یک کومونه در ایتالیا است که در استان تورین واقع شده‌است.

## خصوصیات
بروینو ۵٫۶ کیلومترمربع مساحت و ۸٬۵۲۰ نفر جمعیت دارد و ۳۲۰ متر بالاتر از سطح دریا واقع شده‌است.